# Adam Port
Adam Port, nato Polaszek (Berlino, 25 agosto 1979), è un disc jockey e produttore discografico tedesco.

## Biografia
Adam Port ha avviato la propria attività musicale nel 2009, dopo aver fondato assieme a degli amici l'etichetta Keinemusik. Ha pubblicato il suo primo album in studio You Are Safe, in collaborazione con Rampa e &Me, nel 2017; ad esso ha fatto seguito un secondo disco collaborativo, dal titolo Send Return (2021).
Nell'aprile 2022 si è esibito per la prima volta al festival di Coachella. Si è fatto conoscere mondialmente col successo Move (2024), prodotto assieme a Stryv e interpretato da Malachiii; numero uno nella Ultratop 50 Singles fiamminga, Digital Singles Chart della IFPI Greece, Luxembourg Songs, Top Radio Hits Moldova della Tophit, Top Singles della Associação Fonográfica Portuguesa e nella Schweizer Hitparade, ha ricevuto la certificazione di almeno platino in cinque nazioni; in particolar modo, è stato certificato diamante dal ramo greco dell'International Federation of the Phonographic Industry. Move è finito in lizza per il Billboard Music Award alla miglior canzone afrobeats.

## Discografia

### Album in studio
- 2017 – You Are Safe (con Rampa e &Me)
- 2021 – Send Return (con &Me e Rampa)

### EP
- 2011 – Basement
- 2014 – Shifter EP
- 2018 – Planet 9 EP

### Singoli
- 2009 – Boogie Bass
- 2009 – Chemistry
- 2010 – Own (con Santé)
- 2011 – Corrosive Love (feat. Ruede Hagelstein)
- 2011 – Weekend
- 2012 – Sally/Voyage
- 2013 – Black Noise
- 2013 – Our Fate (con Here Is Why)
- 2015 – I Never Wear Black
- 2015 – This Time (con Jennifer Touch)
- 2016 – Sonnenfinsternis
- 2017 – Changes (con gli Stereo MCs)
- 2017 – Ganesha Song
- 2017 – Anyway/Vanessa (con Santé e Onno)
- 2017 – Doppelgänger 01 (con &Me e Rampa)
- 2018 – You Are Safe (con Rampa e &Me)
- 2018 – Muyè (con Rampa e &Me)
- 2018 – Do You Still Think of Me?
- 2019 – XXXX (feat. DJ Assault)
- 2020 – White Noise Romantica
- 2022 – Forms of Love (con Alan Dixon)
- 2023 – Point of No Return (con Monolink)
- 2023 – The Dream (con Theus Mago feat. Martina Camargo)
- 2024 – Move (con Stryv e Malachiii e/o Camila Cabello)
- 2024 – Say What (con Rampa e &Me feat. Chuala)
- 2025 – Positions (con Stryv e Malachiii)